# Tamara Korpatsch
Tamara Korpatsch (født 12. maj 1995 i Hamborg, Tyskland) er en professionel tennisspiller fra Tyskland.